# Luxemburgische Staatsbürgerschaft

Luxemburgischer Reisepass

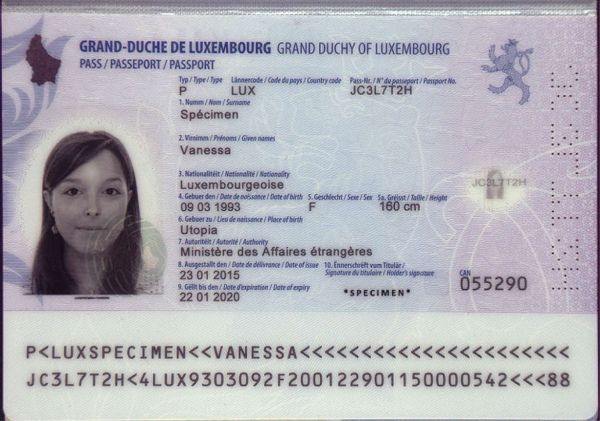
Datenseite des luxemburgischen Reisepasses. Die Staatsangehörigkeit ist unter Punkt 3 angegeben.

Die luxemburgische Staatsbürgerschaft bestimmt die Zugehörigkeit einer natürlichen Person zum Staatsverband Luxemburgs mit den dazugehörigen Rechten und Pflichten.
Die luxemburgische Staatsbürgerschaft wird durch einen gültigen luxemburgischen Reisepass, luxemburgischen Personalausweis oder Staatsangehörigkeitsnachweis (Heimatschein) nachgewiesen.
Luxemburger sind zugleich EU-Bürger.

## Erwerb der Staatsbürgerschaft
Die luxemburgische Staatsbürgerschaft kann durch drei Möglichkeiten erworben werden:
1. Einbürgerung
2. Wiedereinbürgerung
3. Option

## Voraussetzungen für die Einbürgerung
- Volljährigkeit
- Beherrschen der luxemburgischen Sprache[3]
- Wohnsitz seit mindestens 5 Jahren in Luxemburg, davon das letzte Wohnsitzjahr vor der Einbürgerung ununterbrochen[4]
- Teilnahme am Kurs „Vivre ensemble au Grand-Duché de Luxembourg“ bzw. bestandene Prüfung über die Themen im Kurs

Die luxemburgische Staatsangehörigkeit kann verweigert werden, wenn der Bewerber falsche Angaben macht, wichtige Fakten verschweigt oder betrügerisch handelt. Darüber hinaus kann die Einbürgerung außerdem verweigert werden, wenn der Bewerber in Luxemburg oder im Ausland wegen eines Verbrechens und/oder zu einer Freiheitsstrafe von mindestens einem Jahr ohne Bewährung verurteilt worden ist.
Der Tatbestand, der die Verurteilung im Ausland zugrunde liegt, muss auch in Luxemburg eine Straftat darstellen und die Strafe muss weniger als 15 Jahre vor dem Einbürgerungsantrag endgültig vollstreckt worden sein (außer im Falle einer Rehabilitierung der Strafe).
Das Einbürgerungsverfahren ist gebührenfrei; allerdings können für die Belege/Nachweise von den ausstellenden Behörden Gebühren erhoben werden (Bsp. Gebühr für die ausländische Geburtsurkunde oder Gebühr für den ausländischen Strafregisterauszug).

## Erwerb durch Option
Die luxemburgische Staatsbürgerschaft kann in 10 bestimmten Fällen durch die Option erworben werden.

### Fall Nr. 1
Elternteil, Adoptivelternteil oder Großelternteil war Luxemburger oder ist Luxemburger.

### Fall Nr. 2
Eltern eines minderjährigen Luxemburgers
- Sie müssen sich seit 5 Jahren in Luxemburg rechtmäßig aufgehalten haben. Das letzte Wohnsitzjahr vor der Optionserklärung muss ohne Unterbrechungen gewesen sein.
- Sie müssen die luxemburgische Sprache beherrschen
- Sie müssen am Kurs „Vivre ensemble au Grand-Duché de Luxembourg“ teilgenommen haben bzw. eine bestandene Prüfung über die Themen im Kurs haben

### Fall Nr. 3
Ehepartner eines Luxemburgers
- Sie beherrschen die luxemburgische Sprache
- Sie müssen am Kurs „Vivre ensemble au Grand-Duché de Luxembourg“ teilgenommen haben bzw. eine bestandene Prüfung über die Themen im Kurs haben

### Fall Nr. 4
In Luxemburg geborene Personen ab den Alter von 12 Jahren
- Sie müssen sich seit 5 Jahren in Luxemburg rechtmäßig aufgehalten haben
- Einer seiner nicht luxemburgischen Eltern- oder Adoptivelternteile muss unmittelbar vor der Geburt mindestens 12 Monate ununterbrochen rechtmäßig in Luxemburg gelebt haben

Einbürgerungsbewerber, welche vor dem 1. Juli 2013 geboren worden, müssen nur die erste Bedingung erfüllen.

### Fall Nr. 5
Volljährige, welche mindestens 7 Jahre ihrer Schulzeit in Luxemburg absolviert haben an einer öffentlichen Schule oder Privatschule können die luxemburgische Staatsbürgerschaft beantragen, wenn sie vor der Optionserklärung seit einem Jahr ihren Wohnsitz in Luxemburg ununterbrochen haben.